# Ulieș, Hunedoara
Ulieș este un sat în comuna Gurasada din județul Hunedoara, Transilvania, România. Se află în partea de nord a județului,  în Munții Metaliferi. La recensământul din 2002 avea o populație de 84 locuitori.